# Walbourg
Walbourg település Franciaországban, Bas-Rhin megyében. Lakosainak száma 926 fő (2022. január 1.). Walbourg Biblisheim, Durrenbach, Eschbach, Haguenau és Hegeney községekkel határos.

## Népesség
A település népessége az elmúlt években az alábbi módon változott:
| Lakosok száma | 823  | 881  | 1187 | 917  | 931  | 948  | 935  | 931  | 926  |
|               | 2013 | 2015 | 2016 | 2017 | 2018 | 2019 | 2020 | 2021 | 2022 |

## Közlekedés

### Vasút
A település megközelíthető vonattal is, állomását a Vendenheim–Wissembourg-vasútvonal érinti.